# 伊藤赤水
伊藤赤水（いとう せきすい）は日本の陶芸家であり、江戸後期から続く無名異焼窯元、赤水窯の代々が襲名する名称。弘化（1844年−1847年）に先祖にあたる伊藤甚兵衛が、佐渡特有の「無名異」と呼ばれる土を作陶に用いたのが無名異焼の創始である。2006年現在、五代伊藤赤水（1941年6月24日 - ）が当代であり、2003年に人間国宝に認定されている。

## 五代略歴
新潟県佐渡郡出身。四代目赤水の長男として生まれた。本名は窯一。1966年に京都工芸繊維大学工芸学部窯業工芸学科を卒業後、三代である祖父に師事し無名異焼の技術を学ぶ。1972年に日本伝統工芸展に入選。以降、日本陶芸展、伝統工芸新作展等に入選。1976年に五代赤水を襲名。更なる技法の研究と錬磨につとめた。
1981年米国国立スミソニアン博物館、英国国立ビクトリア・アンド・アルバート美術館で開催された「日本現代陶芸展」に招待出品され、世界的にもその名が知られることとなる。1985年、日本陶芸展で最優秀作品賞である秩父宮賜杯を受賞。
1993年には、皇太子妃の成婚を祝し、新潟県から皇太子妃の実家である小和田家へ「無名異窯変壺」が祝い品として寄贈された。
2003年7月10日、工芸技術としての「無名異焼」が重要無形文化財に指定され、その保持者（いわゆる人間国宝）として伊藤赤水が認定された。色の違う土を重ねて巻きずしのようなものを作り、それを輪切りにした断面を並べて皿や壺の形を作る「練り上げ」という技法を用いる。独特な縞模様や花紋が伊藤赤水の特色である。
2005年4月、紫綬褒章受章。